# Johann Stobbe
Johann (Hans) Stobbe (9 juin 1860, Tiegenhof près de Dantzig – 3 août 1938, Leipzig) est un chimiste allemand.

## Biographie
Stobbe est le fils du commerçant et propriétaire de la brasserie Adolph Stobbe (1835-1885). Il fréquente la Bürgerschule de Tiegenhof (aujourd'hui Nowy Dwór Gdański) et le Realgymnasium de Dantzig (Gdańsk) et Elbing (Elbląg), et, à la fin de ses études secondaires (1881), étudie l'histoire de l'art puis la chimie à l'université de Heidelberg, l'université de Munich, la Kaiser-Wilhelms-Universität de Strasbourg et enfin l'université de Leipzig. Durant cette période, il s'est engagé successivement dans le Corps Rhenania Heidelberg (de) (1882) et le Corps Suevia München (de) (1883). À Leipzig, il travaille sous la direction de Johannes Wislicenus dont il est l'assistant, et passe sa thèse de doctorat, « Über einige Derivate der Isophenylcrotonsäure » (Sur certains dérivés de l'acide isophénylcrotonique), en 1889. Après son habilitation en 1894, il devient Privatdozent à Leipzig, professeur extraordinaire (Extraordinarius, 1899) et enfin professeur ordinaire (1904) en chimie organique. Il devint professeur émérite en 1928. En novembre 1933, en tant que professeur émérite, il signe la déclaration des professeurs en faveur d'Adolf Hitler

## Travaux
Stobbe a essentiellement travaillé en chimie organique, notamment les résines et les vernis. Il s'est par exemple intéressé  en 1909 à la polymérisation du styrène. Ses publications sur les substances phototropes (substances qui changent de couleur lorsqu'elles sont exposées à la lumière) ont été considérées comme révolutionnaires. Stobbe a découvert le phénomène dans les colorants polyéniques, qu'il a été le premier à synthétiser (et qu'il a nommés « acides fulgéniques »). En 1893, il a découvert la condensation de Stobbe entre les esters succiniques et les composés carbonylés qui porte son nom. 
Au nom de l'Académie des sciences de Saxe, il était chargé de la rédaction du Biographisch-literarisches Handwörterbuch zur Geschichte der exacten Wissenschaften (Manuel biographique et littéraire sur l'histoire des sciences exactes), dont trois volumes ont été publiés jusqu'à sa mort.

## Honneurs
- Membre de l'Académie Léopoldine (1909)
- Membre de l'Académie des sciences de Saxe (1909)